# Henri Tournelle
Pour les articles homonymes, voir Lefèvre.
 (juillet 2023).
Si vous disposez d'ouvrages ou d'articles de référence ou si vous connaissez des sites web de qualité traitant du thème abordé ici, merci de compléter l'article en donnant les références utiles à sa vérifiabilité et en les liant à la section « Notes et références ».
Jules-Henri Lefèvre, alias Henri Tournelle, est un dramaturge belge né en 1893 à Quaregnon, dans le Borinage, et mort en 1959 à l'âge de 66 ans.

## Biographie
Henri Tournelle naît à Quaregnon le 1er juillet 1893, dans le quartier de la Mariette. Il effectue de brillantes études à l'Institut Saint-Ferdinand de Jemappes, puis d'ingénieur civil à l'Université de Gand.
À vingt ans, il est engagé à l'administration des Ponts et Chaussées de Visé. En raison de la guerre en 1914, il revient à Quaregnon. Quatre ans plus tard, à la fin de la Première Guerre mondiale, il est engagé au Chemin de Fer de l'État belge (devenu en 1926 la SNCB) en tant que chef de section au service de la voie.
Il se marie le 10 novembre 1920 avec Georgina Fayot. Le couple s'installe trois ans plus tard à Jemappes, rue du Progrès qui va devenir par la suite la rue des Houillères puis "Lloyd George". Tournelle passe alors la plus grande partie de sa vie dans la Cité du Coq, y prenant un nouveau tournant qui va le rendre célèbre.

## Œuvres
(août 2023).
- Mariage de guerre
- El Testamint Fin'taille. Vaudeville chantant en 3 actes (musique d'Alix Pommerolle), Tournelle, Jemappes, s. d.[Quoi ?]
- El Divorce in musique. Vaudeville en 3 actes & El Petit Bebert. Comédie en 1 acte, Tournelle, Jemappes, s. d.[Quoi ?]
- Cyrille a du sexapile ou Grisbidet fait du cinéma. Comédie musicale en 3 actes (musique d'Alix Pommerole), Tornelle, Jemappes, s. d.[Quoi ?] (la couverture porte : Cyrille fait du cinéma)
- A l'cinse Dorothée
- Ermariage de Guerre
- Emm fème est mayeur. Comédie musicale en trois actes, éditions Tournelle, Jemappes, s. d.[Quoi ?]
- Fonsine eye 's cow-boy. Comédie musicale en trois actes, éditions Tournelle, Jemappes, s. d.[Quoi ?]
- Frisco. Comédie musicale en trois actes, éditions Tournelle, Jemappes, s. d.[Quoi ?]
- L'homme-robot. Pièce dramatique wallonne en 3 actes, éditions Tournelle, Jemappes, s. d.[Quoi ?]
- Mathurine intre deux feux
- America
- Au dintisse
- Liciégne fait s'n'intrée
- Au pont d'amour
- L'Arsouille. Pièce en trois actes en vers & Canada... ! Pièce en un acte avec chant, Clovis Ducobu, Wasmes, 1922
- Baltet père et fils. Comédie en trois actes, Henri Tournelle / Impr. coopérative ouvrière, Jemappes / Cuesmes, 1929
- Pagne a part'. Comédie vaudeville en trois actes en patois borain, agrémentée de nombreuses chansons, L. Delattre-Moreau, Boussu, 1929 (2e éd., s. d.[Quoi ?], aux éditions Urbain-Godefroid, Wasmes, sous le titre Pagne a part'. Comédie vaudeville en trois actes en patois borain, agrémentée de chansons sur des airs anciens
- Deux drames : L'Accident. Les Loups. Deux comédies : La Guêpe. Le Gardien du square, Scattens, Mons, 1930
- Ritournelles. Le livre qui chante. 75 chansonnettes, monologues, chansons, récits, duos français et wallons ; en appendice deux sketsches borains (dessins de Marius Carion), Tournelle, Jemappes, 1931
- Noces d'or à chabots. Comédie musicale boraine en 3 actes, Tournelle, Jemappes, 1938
- Prospérine. Comédie musicale boraine en 3 actes, Tournelle, Jemappes, 1939 (rééd. en 1956 aux éd. Tournelle sous le titre Prospérine. Comédie musicale in twois aques)
- Fleurs de terril. Poésies wallonnes, édition Tournelle, Jemappes, 1948
- Une comédie wallonne Portraits d'famie, et trois sketches wallons : Pou nié rinvié D'sirèe. Lersequi. Ee bon juge, éditions Tournelle, Jemappes, 1948
- Matante Kitika. Comédie musicale en trois actes, éditions Tournelle, Jemappes, 1949
- Huit Borégnes dins ée chateau. Comédie musicale en quatre actes, éditions Tournelle, Jemappes, 1954
- Lutteu par amour. Comédie musicale franco-wallonne en trois actes et un tableau : La parade du Cirque Valencia, éditions Tournelle, Jemappes, 1954 ?
- Mariés trop djonnes. Comédie boraine in twois aques eyé ée tableau. En supplément : Deux sketches borains, éditions Tournelle, Jemappes, 1954 ?
- Quée petote !... Tragédie bouffe wallonne en 3 actes, éditions Tournelle, Jemappes, 1954
- Scrèpe-salière. « L'avare ». Comédie boraine in twois aques. & Ell casquette. Pièce boraine in ée n'aque, éditions Tournelle, Jemappes, 1954 ?
- El pot d'or. Comédie musicale in twois aques & Enn mère s'accuse. Pièce dramatique en un acte, éditions Tournelle, Jemappes, 1956

## Discographie
- On est Borégne[Quand ?]